# Turris Omnia

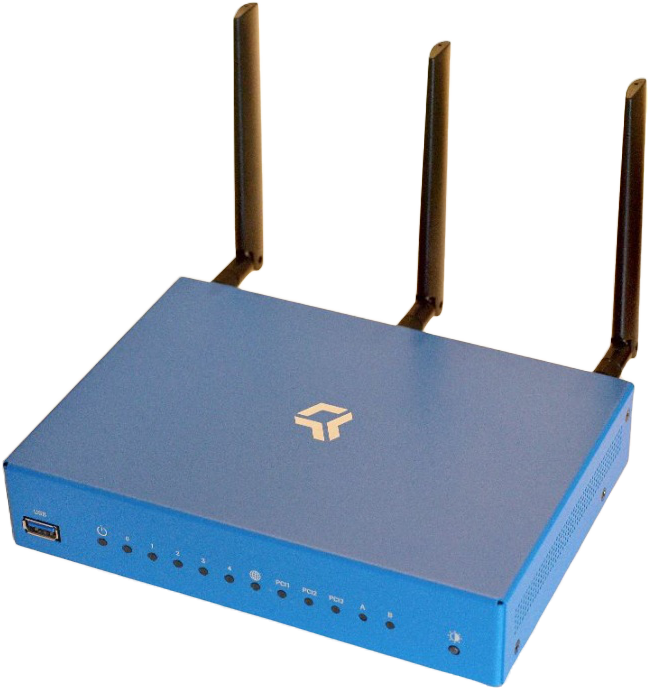
Turris Omnia

Turris Omnia vznikl jako crowdfundovaný open-source router SOHO vyvinutý sdružením CZ.NIC.
31. ledna 2016 byl router Turris Omnia představen na konferenci FOSDEM 2016.
Routery z kampaně byly dodány v roce 2016. Poté se začaly prodávat prostřednictvím různých prodejců, například Alza.cz, Amazon a různých místních firem.

## Design
Turris Omnia je navržen tak, aby svému majiteli poskytoval svobodu při používání. Používá open-source software a tvůrci zveřejnili elektrická schémata.
Router obsahuje několik bezpečnostních funkcí. Patří mezi ně automatické aktualizace softwaru, takže lze rychle řešit zranitelnosti v softwaru; toto není zcela obvyklé mezi routery SOHO. Ve výchozím nastavení má zapnutou podporu DNSSEC a také umožňuje uživatelům snadno se účastnit distribuovaného adaptivního firewallu, který se snaží automaticky identifikovat útočníky zpracováním dat z mnoha zdrojů.
Router poskytuje dostatečný výkon, který zvládne gigabitový provoz a lze ho využívat i jako domácí server, NAS a tiskový server.

## Financování
Financování Turris Omnia bylo původně realizováno prostřednictvím crowdfundingové kampaně na Indiegogo, s cílem získat 100 000 USD do 12. ledna 2016. Do tohoto data bylo nakonec získáno 857 000 USD.
Do konce celé kampaně se vybralo 1 223 230 USD.
Od té doby se router prodává v maloobchodě prostřednictvím různých prodejců.

## Specifikace

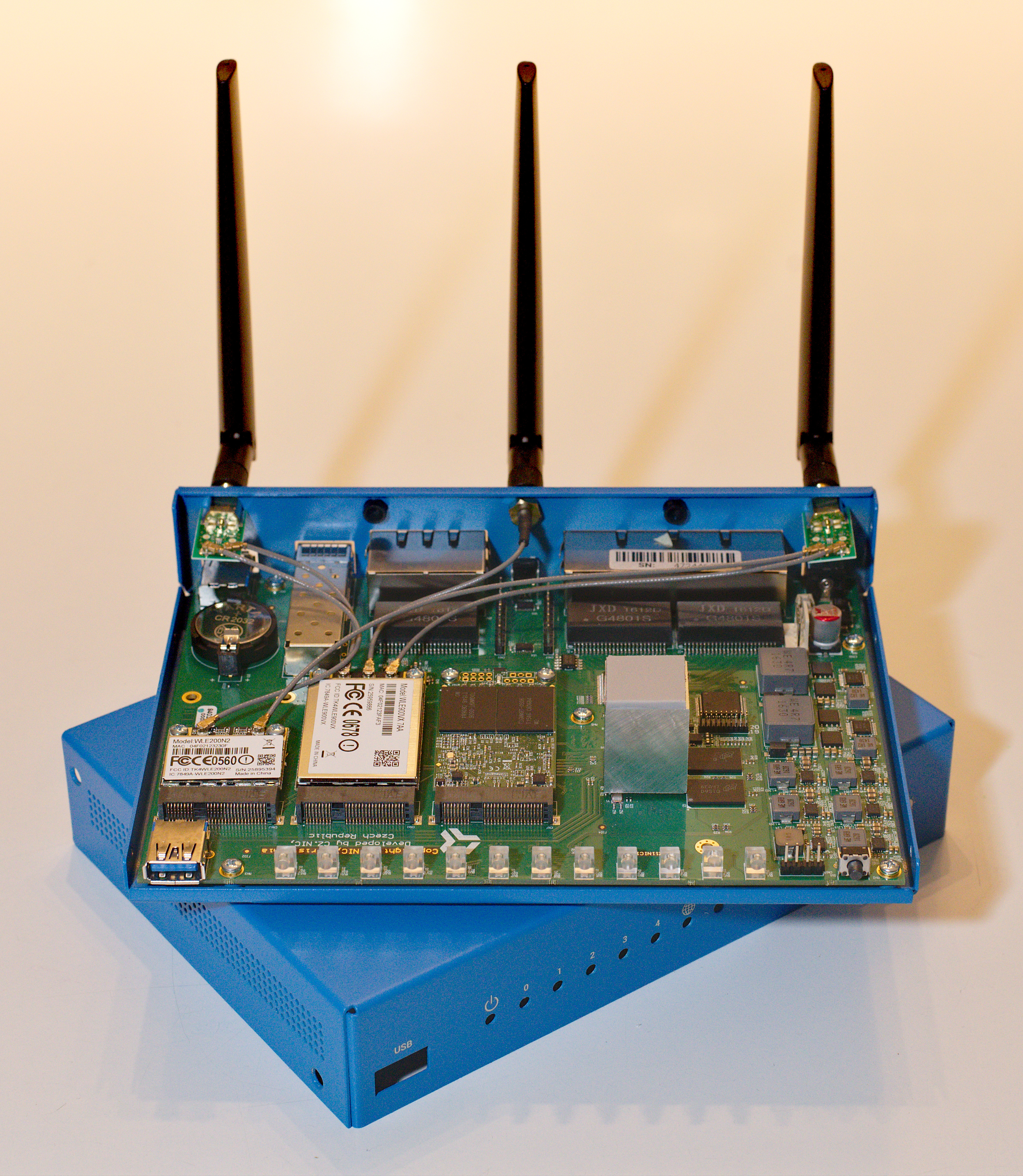
Turris Omnia bez krytu

Jádrem routeru je dvoujádrový procesor Marvell Armada 385 ARM s taktovací frekvencí 1.6 GHz. Základní model má nyní 2 GB RAM a 8 GB úložného prostoru na vnitřním úložišti, hodiny reálného času se záložním bateriovým napájením, modul SFP a hardwarový kryptograficky bezpečný generátor pseudonáhodných čísel. Prostřednictvím sběrnice Mini PCI Express podporuje Wi-Fi ve formě 3 × 3 MIMO 802.11ac a starší 2 × 2 MIMO 802.11b / g / n .
K dispozici jsou tato vnější rozhraní:
- gigabitové síťové porty: 1 WAN a 5 LAN
- 2 porty USB 3.0
- 2 Mini PCI Express
- 1 mSATA / mini PCI Express
- 1 slot pro SIM kartu[6]

Zpočátku se zařízení dodávala s 1 GB RAM a možností upgradovat na 2 GB, nyní je však výchozí konfigurací paměť o velikosti 2 GB.

## Software
Na routeru Turris Omnia běží operační systém Turris OS, derivát linuxového systému OpenWrt. Lze jej spravovat prostřednictvím webových rozhraní i pomocí rozhraní příkazového řádku . Hlavním webovým rozhraním je nyní reForis, který je nástupcem starší verze Foris ; nabízí funkce pro běžné uživatele, jako je konfigurace WAN a LAN nebo restart systému. Pokročilí uživatelé mohou využít LuCI, standardní webové uživatelské rozhraní v systému OpenWrt.